# Sybra marmorata
Sybra marmorata là một loài bọ cánh cứng trong họ Cerambycidae.